# Hinton (Nyugat-Virginia)
Hinton település az Amerikai Egyesült Államok Nyugat-Virginia államában, Summers megyében, melynek megyeszékhelye is. Lakosainak száma 2245 fő (2020. április 1.).

## Népesség
A település népességének változása:

| 2010 | 2 676 |
| 2020 | 2 245 |